# Černý Most (stacja metra)
Černý Most – końcowa stacja linii B metra praskiego (odcinek IV.B), położona w dzielnicy o tej samej nazwie, na północnym krańcu osiedla mieszkaniowego Černý Most II.

## Historia
Stacja została oddana w 1998 roku. Została zaplanowana jako końcowa – nie jest przewidywane dalsze przedłużanie linii. Na zachodnim końcu stacji rozpoczyna się wiadukt metra na odcinku Černý Most – Rajská zahrada. W 2020 roku zaplanowano remont stacji, który ma zakończyć się w 2021 roku
W pobliżu znajduje się największe lub jedno z największych centrów handlowych w Pradze, o nazwie "Centrum Černý Most", które ma prawie 82 tysiące metrów kwadratowych, 3200 miejsc parkingowych, 169 sklepów. Między innymi ze sklepami mającymi marki z Polski.